# Samar-Hörnchen
Das Samar-Hörnchen (Sundasciurus samarensis) ist eine Hörnchenart aus der Gattung der Sunda-Baumhörnchen (Sundasciurus). Es lebt auf den philippinischen Inseln Samar und Leyte.

## Merkmale
Das Samar-Hörnchen erreicht eine Kopf-Rumpf-Länge von etwa 18,5 bis 19,0 Zentimetern bei einem Gewicht von etwa 165 bis 245 Gramm. Der Schwanz ist etwa 15,8 bis 16,5 Zentimeter lang und damit etwas kürzer als der restliche Körper. Die Rücken- und Schwanzfarbe der Tiere ist einheitlich dunkelgrau und entspricht der des Mindanao-Hörnchens (Sundasciurus mindanensis), der Rumpf und die Beine sind eher aschgrau. Im Vergleich mit dem Mindanao-Hörnchen ist das Samar-Hörnchen etwas größer und hat keinen Augenring, auch die Hüften und die Nasenregion sind einfarbig grau.

## Verbreitung
Das Samar-Hörnchen lebt endemisch auf den philippinischen Inseln Samar und Leyte.

## Lebensweise
Über die Lebensweise des Samar-Hörnchens liegen nur wenige Daten vor. Es lebt in Primär- und Sekundärwäldern und kommt wahrscheinlich auch im Bereich landwirtschaftlicher Flächen vor.

## Systematik
Das Samar-Hörnchen wird als eigenständige Art innerhalb der Gattung der Sunda-Baumhörnchen (Sundasciurus) eingeordnet, die – je nach Autor – aus 15 bis 17 Arten besteht. Die wissenschaftliche Erstbeschreibung stammt von Joseph Beal Steere aus dem Jahr 1890, der die Art anhand von Individuen von den Inseln Samar und Leyte beschrieb. Eine Konspezifität mit weiteren Inselarten der Gattung wie dem Davao-Hörnchen (Sundasciurus davensis), dem Philippinen-Hörnchen (Sundasciurus philippinensis) und dem Mindanao-Hörnchen (Sundasciurus mindanensis) ist möglich.
Innerhalb der Art werden neben der Nominatform keine weiteren Unterarten unterschieden.

## Status, Bedrohung und Schutz
Das Samar-Hörnchen wird von der International Union for Conservation of Nature and Natural Resources (IUCN) als nicht gefährdet (Least concern) gelistet. Begründet wird dies durch das lokal häufige Vorkommen, obwohl die Art auf ein begrenztes Verbreitungsgebiet beschränkt ist. Bestandsbedrohende Gefahren sind nicht bekannt, es wird jedoch wahrscheinlich – wie das Philippinen-Hörnchen – teilweise für den Haustierhandel gefangen und verkauft oder auch als Fleischquelle bejagt.

## Belege
1. 1 2 3 4  Richard W. Thorington Jr., John L. Koprowski, Michael A. Steele: Squirrels of the World. Johns Hopkins University Press, Baltimore MD 2012; S. 191–192. ISBN 978-1-4214-0469-1
2. 1 2 3 4 5  Sundasciurus samarensis in der Roten Liste gefährdeter Arten der IUCN 2014.3. Eingestellt von: F. Chiozza, 2008. Abgerufen am 4. Januar 2015.
3. 1 2 3 4  Sundasciurus samarensis In: Don E. Wilson, DeeAnn M. Reeder (Hrsg.): Mammal Species of the World. A taxonomic and geographic Reference. 2 Bände. 3. Auflage. Johns Hopkins University Press, Baltimore MD 2005, ISBN 0-8018-8221-4.